# Parmain
Parmain és un municipi francès, situat al departament de Val-d'Oise i a la regió de Illa de França. L'any 2007 tenia 5.462 habitants.
Forma part del cantó de L'Isle-Adam, del districte de Pontoise i de la Comunitat de comunes de la Vallée de l'Oise et des Trois Forêts.

## Demografia

### Població
El 2007 la població de fet de Parmain era de 5.462 persones. Hi havia 1.890 famílies, de les quals 341 eren unipersonals (122 homes vivint sols i 219 dones vivint soles), 517 parelles sense fills, 889 parelles amb fills i 143 famílies monoparentals amb fills.
La població ha evolucionat segons el següent gràfic:
Habitants censats

### Habitatges
El 2007 hi havia 2.095 habitatges, 1.936 eren l'habitatge principal de la família, 66 eren segones residències i 93 estaven desocupats. 1.903 eren cases i 184 eren apartaments. Dels 1.936 habitatges principals, 1.586 estaven ocupats pels seus propietaris, 307 estaven llogats i ocupats pels llogaters i 43 estaven cedits a títol gratuït; 22 tenien una cambra, 95 en tenien dues, 180 en tenien tres, 515 en tenien quatre i 1.125 en tenien cinc o més. 1.593 habitatges disposaven pel capbaix d'una plaça de pàrquing. A 868 habitatges hi havia un automòbil i a 940 n'hi havia dos o més.

### Piràmide de població
La piràmide de població per edats i sexe el 2009 era:
| Homes | Edats   | Dones |
| ----- | ------- | ----- |
| 0     | 95 o +  | 8     |
| 4     | 90 a 94 | 20    |
| 0     | 85 a 89 | 40    |
| 0     | 80 a 84 | 24    |
| 44    | 75 a 79 | 44    |
| 56    | 70 a 74 | 60    |
| 92    | 65 a 69 | 100   |
| 96    | 60 a 64 | 92    |
| 104   | 55 a 59 | 124   |
| 256   | 50 a 54 | 204   |
| 244   | 45 a 49 | 292   |
| 244   | 40 a 44 | 212   |
| 160   | 35 a 39 | 248   |
| 156   | 30 a 34 | 168   |
| 144   | 25 a 29 | 136   |
| 176   | 20 a 24 | 144   |
| 248   | 15 a 19 | 204   |
| 220   | 10 a 14 | 232   |
| 196   | 5 a 9   | 176   |
| 156   | 0 a 4   | 144   |

## Economia
El 2007 la població en edat de treballar era de 3.721 persones, 2.707 eren actives i 1.014 eren inactives. De les 2.707 persones actives 2.482 estaven ocupades (1.289 homes i 1.193 dones) i 226 estaven aturades (125 homes i 101 dones). De les 1.014 persones inactives 238 estaven jubilades, 500 estaven estudiant i 276 estaven classificades com a «altres inactius».

### Ingressos
El 2009 a Parmain hi havia 1.946 unitats fiscals que integraven 5.584 persones, la mediana anual d'ingressos fiscals per persona era de 25.209,5 €.

### Activitats econòmiques
Dels 201 establiments que hi havia el 2007, 3 eren d'empreses alimentàries, 6 d'empreses de fabricació d'altres productes industrials, 37 d'empreses de construcció, 35 d'empreses de comerç i reparació d'automòbils, 5 d'empreses de transport, 9 d'empreses d'hostatgeria i restauració, 4 d'empreses d'informació i comunicació, 7 d'empreses financeres, 15 d'empreses immobiliàries, 30 d'empreses de serveis, 37 d'entitats de l'administració pública i 13 d'empreses classificades com a «altres activitats de serveis».
Dels 54 establiments de servei als particulars que hi havia el 2009, 1 era una gendarmeria, 1 oficina de correu, 1 taller de reparació d'automòbils i de material agrícola, 7 paletes, 7 guixaires pintors, 2 fusteries, 10 lampisteries, 5 electricistes, 3 empreses de construcció, 2 perruqueries, 1 agència de treball temporal, 6 restaurants, 7 agències immobiliàries i 1 saló de bellesa.
Dels 13 establiments comercials que hi havia el 2009, 2 eren supermercats, 1 una botiga de més de 120 m², 2 fleques, 2 carnisseries, 1 una peixateria, 1 una llibreria, 1 una botiga de roba, 2 botigues de material esportiu i 1 una joieria.

## Equipaments sanitaris i escolars
Els 2 equipaments sanitaris que hi havia el 2009 eren farmàcies.
El 2009 hi havia 2 escoles maternals i 3 escoles elementals. Parmain disposava d'un col·legi d'educació secundària amb 535 alumnes.

## Poblacions més properes
El següent diagrama mostra les poblacions més properes.